# Йозеф Гінзбург
Йозеф Гінзбург (псевдонім нім. J. G. Burg, справжнє ім'я нім. Josef Ginsburg; 1908, Чернівці, Австро-Угорщина — 1990, Мюнхен, Німеччина) — австрійський журналіст єврейського походження, який став відомим як свідок, що виправдовує воєнних злочинців та заперечує Голокост. Його твори, деякі з яких були конфісковані за рішенням суду, поширюються у праворадикальних колах, які також надають онлайн-версії.

## Життєпис
Йозеф Гінзбург народився 1908 року як восьма і наймолодша дитина в суворо релігійній єврейській родині в тодішньому австрійському місті Чернівці (частина Цислейтанії, Австро-Угорщина) і там же опанував професію палітурника. Його батько Цві походив з Житомира, але виріс у Товстому в тодішній австро-угорській Галичині.
Батьки Йозефа Гінзбурга спочатку жили у східногалицькому місті Заліщики, перш ніж переїхали до переважно німецькомовних на той час Чернівців.
Незадовго до початку Другої світової війни Бург з професійних причин переїхав до Львова, що на той час належав Польщі, тоді як його дружина та син ще жили в Чернівцях і мали незабаром переїхати до нього.
Після початку війни він ще у вересні 1939 року втік зі Львова назад до рідних Чернівців, які з 1918 року належали Румунії, але вже в липні 1940 року були анексовані Радянським Союзом та включені до складу Української РСР. Після німецького нападу на Радянський Союз Червона армія відступила з Чернівців, а українські партизани ще до приходу німецьких військ вбили численних євреїв у найближчих околицях міста. 5 липня 1941 року німецькі та румунські війська захопили Чернівці й змусили єврейських мешканців жити в гетто. Гінзбург, однак, переховувався і 1941 року, як і численні румунські євреї, був депортований до Трансністрії, де багато депортованих змогли вижити лише завдяки зовнішній допомозі. Від місцевих селян Гінзбург отримував додаткові продукти в обмін на читання та писання, що забезпечило виживання йому та його родині. Навесні 1944 року Червона армія відвоювала Трансністрію. Радянська адміністрація зареєструвала всіх працездатних для відбудови зруйнованого війною Донбасу. Щоб уникнути примусової праці, Гінзбург із родиною втік на захід: спочатку до Чернівців, 1945 року до Вроцлава, а 1946 року до Мюнхена, де його спочатку розмістили в одному з численних таборів для переміщених осіб. Гінзбург зайнявся торгівлею шкірою, а його дружина 1947 року відкрила в Мюнхені кошерний ресторан. Як слухач на Нюрнберзькому процесі проти президента Рейхсбанку Ялмара Шахта, Гінзбург уперше почув про Мадагаскарський план. Твердження Шахта про те, що союзні держави несуть частку провини, а також ганебні події Евіанської конференції зміцнили переконання Гінзбурга, що союзники та сіоністи своєю бездіяльністю свідомо допустили Голокост.
Влітку 1949 року Йозеф Гінзбург із родиною переїхав до Ізраїлю. Однак ця молода держава не змогла забезпечити робочими місцями та житлом усіх 500 000 нових іммігрантів, які прибули до Ізраїлю між 1948 та 1950 роками з європейських та арабських країн. У серпні 1950 року Гінзбург повернувся до Німеччини і знову працював палітурником у Мюнхені.
Невдовзі після процесу над Айхманном в Єрусалимі Йозеф Гінзбург опублікував свої щоденникові записи. 1962 року вийшла його автобіографія «Провина і доля – європейські євреї між катами та лицемірами» (нім. Schuld und Schicksal – Europas Juden zwischen Henkern und Heuchlern), в якій Йозеф Гінзбург гостро критикував державу Ізраїль та провідні єврейські організації. Бург назвав Угоду Хаавара формою співпраці між сіонізмом та націонал-соціалізмом. Він стверджував, що юденрати особисто збагачувалися за рахунок привласнення гуманітарної допомоги, і згадував запланований замах на Конрада Аденауера 1952 року колишніми членами сіоністської підпільної організації Ірґун.
З 1960-х років Йозеф Гінзбург регулярно писав статті для газет Deutsche Soldaten-Zeitung та Deutsche Wochen-Zeitung праворадикального видавця Ґергарда Фрая.
Навесні 1967 року керівника гестапо Ганса Крюгера, який 1941 року відповідав за депортацію євреїв у Станіславі, було звинувачено у вбивстві перед Земельним судом Мюнстера. Як свідок захисту, Йозеф Гінзбург заперечив наведену в обвинувальному акті кількість жертв і вказав, що численні євреї різними способами пережили Голокост. Його твердження, що єврейські колаборанти брали активну участь у численних депортаціях, викликало громадський резонанс та обурення. Влітку 1967 року Йозеф Гінзбурга побили невідомі на могилі його дружини.
Йозеф Гінзбург звинуватив Моссад у відповідальності за підпал єврейського будинку для літніх людей на Райхенбахштрассе 13 лютого 1970 року. Серед жертв була і його колишня подруга юності з Чернівців, Рівка Регіна Бехер. Під час справи Крайського-Візенталя він підтримав твердження Бруно Крайського, який звинуватив свого опонента Симона Візенталя у колабораціонізмі з Гестапо. Крайського в Австрії засудили за це звинувачення за наклеп.
У 1982 році Бург добровільно став інформатором КДБ, а в 1984 році — також Міністерства державної безпеки (Штазі) НДР. Він, зокрема, повідомляв про свої контакти з Фраєм та праворадикальним колишнім генералом вермахту Отто-Ернстом Ремером, а також про його промосковський «Німецький визвольний рух» (нім. Die Deutsche Freiheitsbewegung) і намагався отримати фінансову підтримку для своїх антисемітських публікацій. МДБ виплатило йому 6200 німецьких марок «за передану інформацію», однак безуспішно намагалося відмовити його від підтримки прагнень Ремера та використовувати його лише як спостерігача. Після того, як він звинуватив перед МДБ Моссад у причетності до викрадення Шлейера та теракту на Олімпіаді в Мюнхені, а також у плануванні замаху на Голову Державної ради НДР Еріха Гонеккера, МДБ у 1986 році вирішило припинити співпрацю з Бургом.
У 1988 році він виступив як свідок захисту в судовому процесі проти заперечувача Голокосту Ернста Цюнделя.

## Твори
- Schuld und Schicksal – Europas Juden zwischen Henkern und Heuchlern, 3-є вид. Мюнхен, 1962 (укр. «Провина і доля – європейські євреї між катами та лицемірами»)
- Majdanek in alle Ewigkeit?, Ederer Verlag Мюнхен, 1979 (укр. «Майданек на віки вічні?») (конфісковано 1979)
- Holocaust des schlechten Gewissens unter Hexagramm Regie, Ederer, 1979 (укр. «Голокост нечистої совісті під режисурою гексаграми»)
- Zionnazi Zensur in der BRD, Ederer, 1980 (укр. «Сіононацистська цензура у ФРН») (конфісковано 1989)
- Ich klage an, Ederer, 1982 (укр. «Я звинувачую»).
- Das Tagebuch (укр. «Щоденник») (конфісковано 1987) Ederer-Verlag 3-є Auflage 1980
- Sündenböcke (укр. «Козли відпущення») (конфісковано 1983)
- Verschwörung des Verschweigens (укр. «Змова замовчування») (конфісковано 1989)
- Der jüdische Eichmann und der bundesdeutsche Amalek (укр. «Єврейський Айхманн та федеративно-німецький Амалек») (конфісковано 1989)
- Terror und Terror (укр. «Терор і терор») (конфісковано 1989)
- Gesinnungsjustiz in der CIA-Mossad-BRD (укр. «Юстиція переконань у ЦРУ-Моссад-ФРН»)
- Holocaust des schlechten Gewissens (укр. «Голокост нечистої совісті»)
- Zions trojanisches Galapferd (укр. «Сіоністський троянський кінь для гала-вечора»)